# Franco Carmelo Greco
Franco Carmelo Greco (* 2. März 1942 in Caserta; † 19. August 1998 in Neapel) war ein italienischer Romanist, Italianist und Theaterwissenschaftler.

## Leben und Werk
Greco besuchte Schulen in Argentinien (1950–1953) und in Süditalien. Er studierte von 1964 bis 1968 bei Salvatore Battaglia an der Universität Neapel und schloss ab mit der Arbeit L’attività teatrale di G. B. Della Porta. Er war zuerst Gymnasiallehrer, dann Stipendiat der Theaterwissenschaft in Venedig (Fondazione Giorgio Cini) und bei Aldo Vallone in Neapel. Ab 1978 lehrte er in Neapel italienische Theaterliteratur und war zuletzt Professor für moderne und zeitgenössische Theatergeschichte.

## Werke
- Teatro napoletano del ’700. Intellettuali e città fra scrittura e pratica della scena. Studio e testi, Neapel 1981
- (Hrsg. mit Franco Mancini)  La commedia dell'arte e il teatro erudito, Neapel 1982
- (Hrsg.) La tradizione ed il comico a Napoli dal XVIII secolo ad oggi, Neapel 1982
- (mit G. Cantone) Il Teatro del Re. Il San Carlo da Napoli all’Europa, Neapel 1987
- (Hrsg.) Quante storie per Pulcinella. Combien d’histoires pour Polichinelle, Neapel 1988
- (Hrsg.) Il segno della voce. Attori e teatro a Napoli negli anni ottanta, Neapel 1989
- (Hrsg.) Pulcinella. Una maschera tra gli specchi, Neapel 1990
- (Hrsg.) Pulcinella maschera del mondo. Pulcinella e le arti dal Cinquecento al Novecento, Neapel 1990
- (Hrsg.) Eduardo e Napoli. Eduardo e l’Europa, Neapel 1993  (Eduardo De Filippo)

(mit Mariantonietta Picone Petrusa und Isabella Valente) La pittura napoletana dell’Ottocento, Neapel 1993
- (Hrsg.) La scena illustrata. Teatro, pittura e città a Napoli nell’Ottocento, Neapel 1995
- Teatro italiano del secondo Ottocento.Teatro italiano del Novecento, in: Manuale di letteratura italiana, hrsg. von Franco Brioschi und Costanzo Di Girolamo, Turin 1996, S. 995–1013, 1014–1080
- (Hrsg. mit Filippo Arriva) Filumena in arte Titina. Titina De Filippo. Una vita per il teatro, Pozzuoli 1996
- (Hrsg. mit Renato Di Benedetto) Donizetti. Napoli. L’Europa,  Neapel 2000
- (Hrsg. mit Tonia Fiorino) Eduardo 2000, Neapel 2000
- (Hrsg.) I percorsi della scena. Cultura e comunicazione del teatro nell’Europa del Settecento, Neapel 2001